# Eurypylos (Sohn des Telestor)
Eurypylos (altgriechisch Εὐρύπυλος Eurýpylos) ist eine Gestalt der Griechischen Mythologie.
Eurypylos erscheint im Sagenkomplex um Penelope, die Tochter des Ikarios und Gattin des Odysseus. Er war laut Pherekydes der Sohn des Telestor und Vater der Asterodia, die Ikarios heiratete.